# 蓝相位模式
蓝相液晶顯示技術（Blue Phase Mode LCD）是一種使用高度扭轉的藍相膽固醇液晶的液晶顯示技術。於2007年首度有人提議利用這個技術來改善液晶顯示器的影像效果，例如改善螢幕刷新率至100-120 Hz。藍相技術的其中一個優勢在於不需要使用配相層（用來使液晶分子排列整齊的薄層，常見的製造方式是透過在玻璃上塗佈一層聚醯亞胺，然後朝固定方向磨擦），因此，理論上可以減少製作上的成本。

## 歷史
當液晶的發現者弗里德里希·理察·萊尼澤於1888年發表關於安息香酸膽固醇酯在溫度改變時的相變行為時，他曾提及進行降溫測試時，液晶在由澄清態轉變成白濁態之前出現了短暫的藍色型態。然而，經過八十年後這個現象才開始受到注視。在1960年代晚期至1970年代初期的研究發現這個藍色型態其實是特殊的液晶狀態。
一百年來，科學家們普遍認為最穩定的膽固醇液晶態是單螺旋軸結構，然而這個新發現的結構卻擁有多個螺旋軸，且這些軸彼此交叉，以一個特定的中心軸形成柱狀系統。雖然這個態具有多個螺旋軸，但仍被稱為雙扭旋結構。

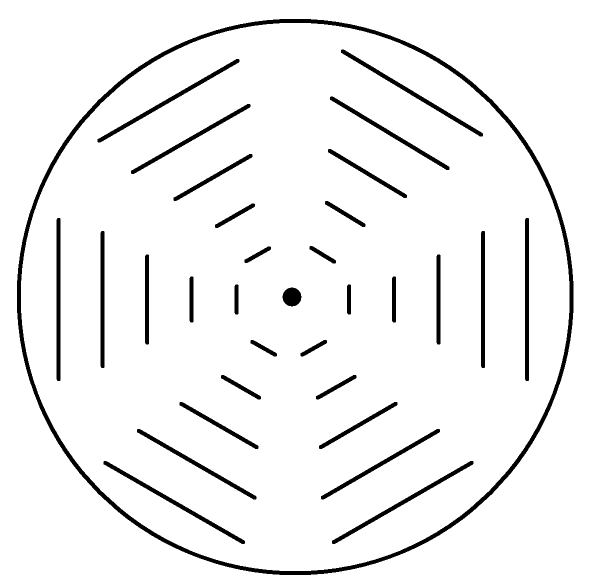
圖一：雙扭旋的俯視圖，圖中可見三條螺旋軸交會於中心軸。

雙扭旋結構雖然比單扭旋結構（即一般的單螺旋手相向列形液晶）來得穩定，但若是離中心軸的距離太遠（約一個螺距的尺度，通常為100 nm左右），則又趨於不穩定，因此，在一般大小的液晶盒中，雙扭旋結構十分罕見。
在某些特殊情況下，這種雙扭旋結構可以堆疊起來（見圖三），占據如液晶盒般大小的空間，成為藍相液晶。在這種情況中，通常空間較為擁擠，雙扭旋會以45°旋繞著中心軸形成雙扭旋柱，因為半徑更小，這樣的雙扭旋柱將更加穩定。依照不同的堆疊方式，藍相又被分為第一型、第二型與第三型。

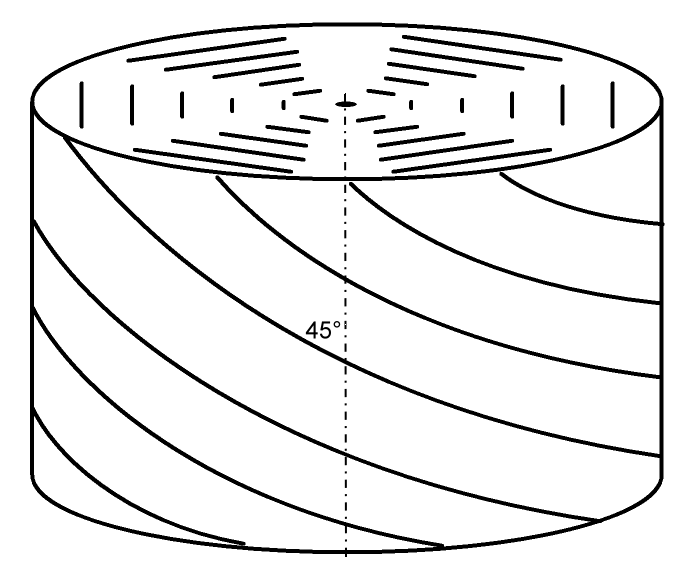
圖二：雙扭旋的透視圖，圖中可見三條螺旋軸交會於中心軸，以45°旋繞著中心軸旋轉。

藍相液晶是這些雙扭旋柱堆疊的結果，在對疊的交會處（見圖四）存在著晶體缺陷，這些缺陷以固定的距離出現，它們降低了系統的穩定度，但相較於沒有缺陷的單扭旋系統，儘管差別不多，仍然更為穩定。一般的液晶常被灌注在厚約幾微米的玻璃基板中，驅動時間較長，但在藍相液晶中，受驅動的為有效厚度僅幾十至幾百奈米的晶體單元，因此驅動時間相對要小一個以上的數量級。

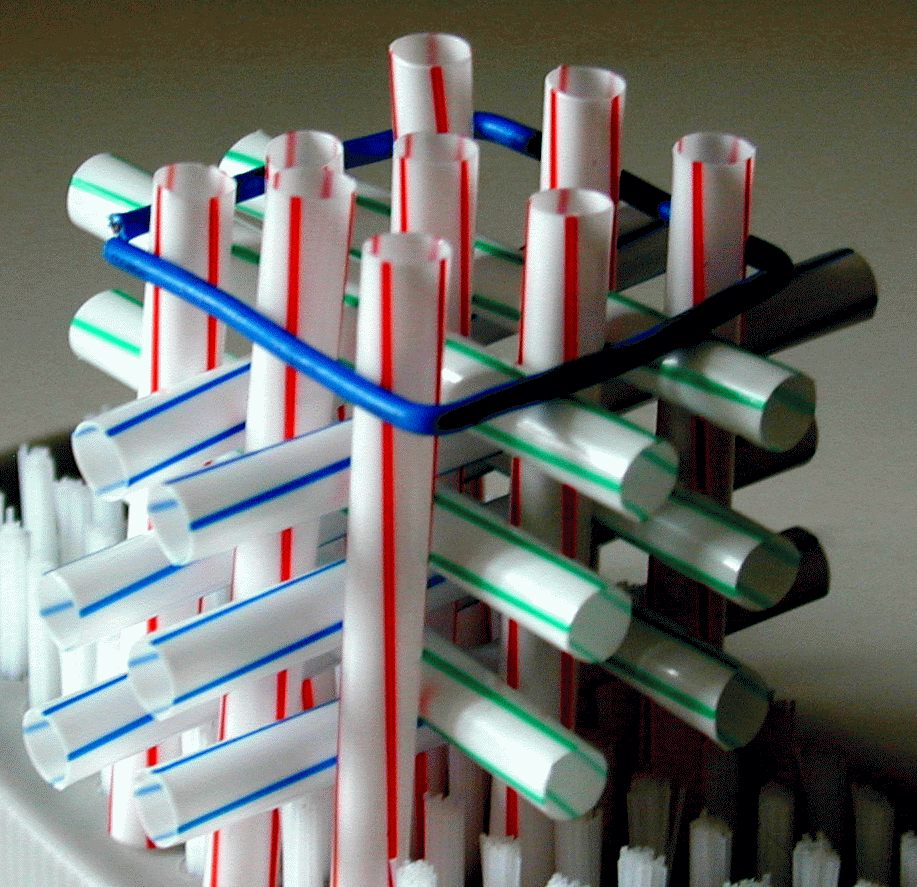
圖三：雙扭旋柱堆疊的示意圖，理論上，所有的交角都是直角。

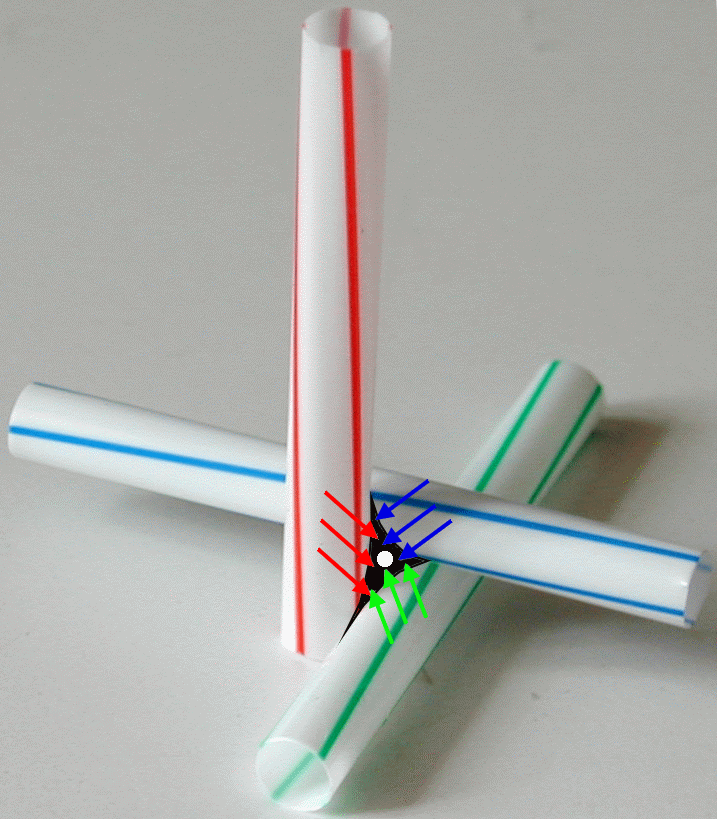
圖四：雙扭旋柱堆疊的缺陷。

由於這些缺陷的間距落在百奈米的等級，布拉格反射的結果將使得某些光線被反射，因而產生顏色。雖然我們稱之為藍相液晶，但其實反射光不一定是藍色。當受到外加電壓作用時，晶格的扭曲會造成克爾效应，反射光的顏色也會改變。

## 廣溫域的藍相液晶
劍橋大學光電分子材料中心的科學家們在2005年發表了一種能在16-60 °C穩定存在的藍相液晶，這種超穩定的藍相液晶可以透過改變電場來改變反射光的顏色，因而可以達到全彩顯示的效果。另外，也有人發表了能夠在0.1毫秒的時間內切換的藍相液晶。

## 第一個藍相液晶顯示器
在2008年5月，三星电子發表了世界上第一個蓝相液晶面板 ，這是有史以來首度能達240 Hz螢幕刷新率的面板。然而這款發表的顯示器仍有高驅動電壓、過熱以及顯示對比較低等缺點。
不同於目前眾多的液晶顯示螢幕，這種藍相液晶顯示螢幕不需要使用配相層，藍相液晶能夠自行排列，因而省去了加工的成本。
須注意的是，三星所發表的顯示螢幕不是利用布拉格反射來達到全彩的效果，它是藉由外加電場，透過克爾效應而產生的雙折射，配合偏振片來進行著色。
通常其他的液晶顯示技術為了彌補過慢的反應速率，會使用高過所需的驅動電壓，但藍相液晶顯示具有極快的反應速率，因此即使在240 Hz的狀態下運作，也不需使用額外的驅動迴路。這並不表示藍相液晶顯示器所使用的電壓比其他顯示器來得低，因為2008年發表的藍相液晶顯示器的所需的基本驅動電壓就已遠高過其他的液晶顯示技術。
關於使用橫向電場效應顯示技術（IPS）驅動的藍相液晶顯示器，以及其他克爾效應的討論，請見參考資料。目前使用IPS驅動的藍相液晶，所需的基本驅動電壓仍然過高，因此，材料工程師們目前的重要課題便是研發高克爾常數的混合物；此外，透過面板結構改良也是一個可能的方案。

## 延伸閱讀
- O.D. Lavrentovich, M. Kleman: Defects and Topology of Cholesteric Liquid Crystals" in "Chirality in Liquid Crystals, 5", Springer Verlag: New York (2001), excerpt available here.

See page 124, Figure 5.4 for details on the disclination formed in the gusset (i.e., triangular area where three double twist cylinders are in contact).